# 秋田市立赤れんが郷土館
秋田市立赤れんが郷土館（あきたしりつあかれんがきょうどかん）は、秋田県秋田市にある市立の郷土史料館・美術館である。旧秋田銀行の本店として1912年（明治45年）に完成した赤れんが館（重要文化財）をメインに、新館、収蔵庫および少し離れたところにある分館、秋田市民俗芸能伝承館（通称ねぶり流し館）からなる。

## 施設について

### 赤れんが館・新館
赤れんが館の館内はかつての銀行時代の面影をよく遺しており、旧書庫では銀線細工など秋田市の伝統工芸品が常設展示されている。また旧会議室には重要無形文化財保持者（人間国宝）の鍛金家、関谷四郎の記念室があり、自宅アトリエが再現され、作品などが展示、紹介されている。
新館では秋田出身の版画家、勝平得之の記念室があり、郷土の自然や風俗をテーマにした作品が得之の生涯や業績とともに展示されている。

### ねぶり流し館
分館にあたる民俗芸能伝承館（通称ねぶり流し館）は、赤れんが館とともに大町通りに面しているが、間に竿燈大通りをはさんでおり、赤れんが館との間には歩いて5分ほどの距離がある。正面に大きく竿燈の大若が展示されているのが特徴の建物である。内部は吹き抜けとなっており、1階では土崎神明社祭の曳山行事で使われる山車や太平山三吉神社の梵天祭りの梵天の展示が、2階では秋田市の民俗行事と芸能が紹介されている。また建物の吹き抜けを活かし、竿燈をあげる体験も行うことが出来る。

### 旧金子家住宅
ねぶり流し館に隣接する。建物は主屋一棟、土蔵一棟から構成され、市指定の有形文化財である。江戸時代後期の商家の様子を伝える伝統的な建物として、2005年（平成17年）から公開開始された。

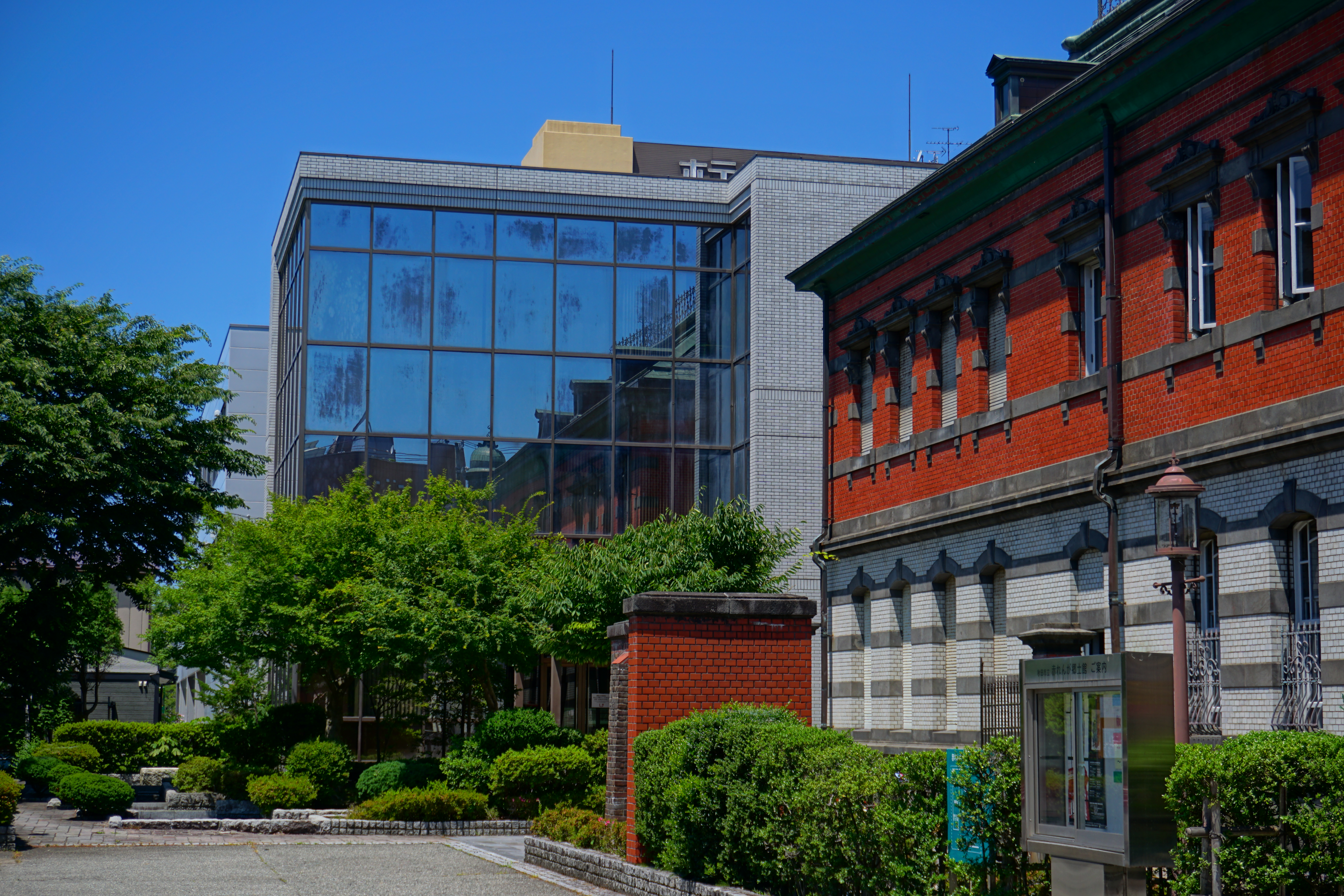
新館・勝平得之記念室
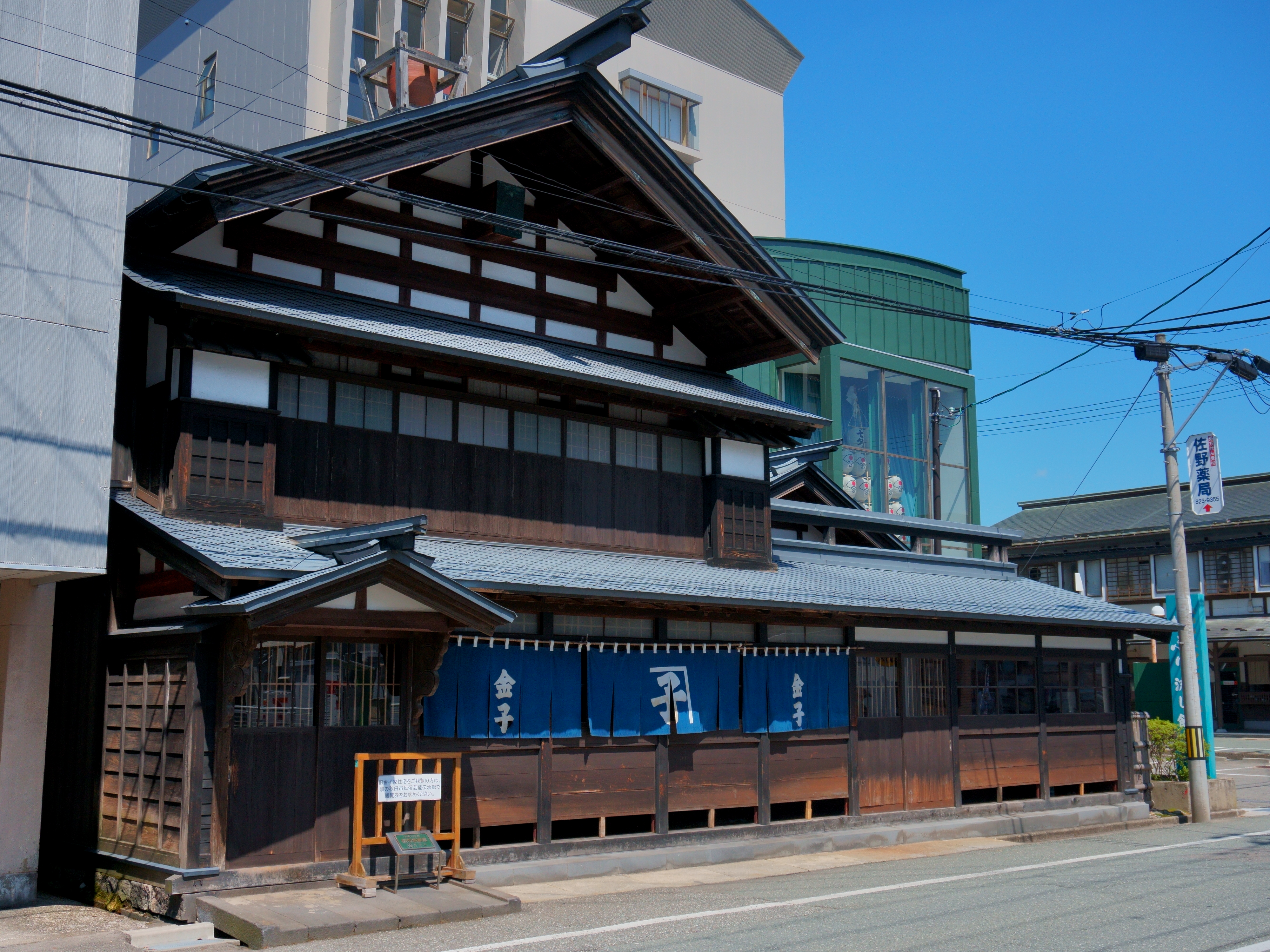
旧金子家住宅

## 沿革
- 1981年（昭和56年） - 秋田銀行創業100周年と秋田市市制施行90周年を記念し、旧秋田銀行本店が秋田市に寄贈される。
- 1982年（昭和57年）7月12日 - 秋田市が修理復元し一般公開。
- 1985年（昭和60年）7月31日 - 秋田市立赤れんが郷土館として通年開館。
- 1989年（平成元年） - 新館に勝平得之記念館が設置される。
- 1992年（平成4年）8月4日 - 分館として秋田市民俗芸能伝承館（ねぶり流し館）が開館。
- 1994年（平成6年）12月27日 - 秋田市立赤れんが郷土館（指定名称は旧秋田銀行本店本館）が国の重要文化財に指定される。
- 1997年（平成9年）10月25日 - 関谷四郎記念室が設置される。
- 1996年（平成8年） - 旧金子家住宅が秋田市に寄贈される。
- 2005年（平成17年）7月28日 - 旧金子家住宅の公開が開始される。
- 2022年（令和4年）12月12日 - 秋田県の「未来に伝えたい秋田のインフラ50選」に赤れんが郷土館（建築物）が選出される[2]。

## 入館料・開館時間等
- 開館時間 
  - 9:30-16:30
- 休館日
  - 年末年始（12月29日 - 1月3日）および展示替期間
- 入館料 
  - 赤れんが郷土館 一般（高校生以上）200円
  - 赤れんが郷土館・ねぶり流し館共通 一般（高校生以上）250円
  - ねぶり流し館 一般（高校生以上）100円

※ いずれも中学生以下は無料である

## アクセス
徒歩
- 赤れんが郷土館・ねぶり流し館ともにJR秋田駅から徒歩約15分ほど。

バス　
- 赤れんが郷土館 - 秋田中央交通新屋線、川尻割山線ほか「赤れんが郷土館前」下車すぐ、または県庁中央交通線ほか「川反入口」下車徒歩約1分。
- ねぶり流し館・旧金子家住宅 - 秋田中央交通中心市街地循環バス「ぐるる」、新屋線、川尻割山線他「ねぶり流し館前」すぐ、あるいは、神田旭野線ほか「通町」下車徒歩約1分、または県庁中央交通線ほか「川反入口」下車徒歩約5分。

## 周辺
- 赤れんが郷土館
  - 秋田信用金庫本店
  - 岩手銀行秋田支店

- ねぶり流し館
  - 秋田中央警察署
  - サン・パティオ大町（秋田魁新報社旧社屋跡に建てられた商業施設である）
  - イーホテルショッピングモール
  - 秋田銀行大町支店
  - 日本銀行秋田支店